# Francesca di Foix
Francesca di Foix è un'opera semiseria di Gaetano Donizetti su libretto di Domenico Gilardoni. Debuttò il 30 maggio 1831 al Teatro San Carlo di Napoli, con un buon successo.
È ricordata soprattutto per aver fornito alcune pagine ad opere posteriori quali Ugo, Conte di Parigi, L'elisir d'amore (la marcia delle guardie e il loro coro diverrà il coro d'introduzione dell'Atto secondo "Cantiamo, facciam brindisi", e la cabaletta dell'aria di Edmondo verrà ripresa nel coro di Giannetta e delle ragazze "Ma zitto, piano!") e Gemma di Vergy.

## Cast della prima assoluta
| Personaggio | Interprete              |
| ----------- | ----------------------- |
| Francesca   | Luigia Boccabadati      |
| Il conte    | Giovanni Campagnoli     |
| Edmondo     | Marietta Goja Tamburini |
| Il duca     | Lorenzo Bonfigli        |
| Il re       | Antonio Tamburini       |

## Trama
L'opera, in un atto unico, è ambientata in Francia. Il Re, il Duca e il paggio Edmondo ordiscono una piccola congiura ai danni del gelosissimo Conte, che tiene segregata in casa la moglie Francesca, per non esporla alla corte e a possibili avances degli altri cavalieri, affermando che la moglie è malata. I tre, con uno stratagemma, riescono a far scappare la Contessa, e a portarla, facendola passare per una Baronessa straniera, alla festa nel palazzo reale. Lì il Conte la riconosce, ma finge di non conoscerla per non svelare le sue bugie; in realtà avvampa d'ira, vedendo sua moglie invitata da tutti a ballare. Il re allora provoca il marito geloso, annunciando che concederà in moglie la bella straniera a chi vincerà il torneo: il Conte non resiste più e rivela tutta la verità. L'intera corte lo canzona, e viene perdonato dalla moglie, a patto che non si comporti più con tanta gelosia.

## Struttura musicale
- Preludio

### Atto unico
- N. 1 - Coro d'introduzione, Duettino Duca ed Edmondo, Cavatina Conte e Cavatina Re Senti senti...già l'eco ripete - Che vita, delle cacce - Grato accolse i vostri accenti (Coro, Duca, Edmondo, Conte, Re)
- N. 2 - Cavatina Francesca Ah! ti ottenni alfin, beata
- N. 3 - Duetto Francesca e Duca In ver...che so...voglio e non voglio
- N. 4 - Coro e Aria Edmondo Vieni, e narra, o bel paggetto - È una giovane straniera
- N. 5 - Terzetto Re, Contessa e Conte Vi presento, o baronessa
- N. 6 - Aria Duca Ah, forse anch'io 'l sarei
- N. 7 - Finale I La vaga straniera (Coro, Edmondo, Conte, Duca, Francesca, Re)

## Discografia
| Anno | Cast: (Francesca, Il re, Edmondo, Conte, Duca)                                   | Direttore, Orchestra e Coro                                                                                          | Etichetta                  |
| ---- | -------------------------------------------------------------------------------- | --- | -------------------------- |
| 1982 | Gillian Sullivan, Lynne Smythe, Della Jones, Donald Maxwell, Gordon Christie     | David Parry, Orchestra e Coro Opera Rara (Registrato a marzo nell'ambito del Camden Festival nel Collegiate Theatre) | Cassette: Live Opera 03460 |
| 2004 | Annick Massis, Pietro Spagnoli, Jennifer Larmore, Alfonso Antoniozzi, Bruce Ford | Antonello Allemandi, London Philharmonic Orchestra e Geoffrey Mitchell Choir                                         | CD: Opera Rara ORC 28      |